# Anni 1600
Gli anni 1600 sono il decennio che comprende gli anni dal 1600 al 1609 inclusi.

## Eventi, invenzioni e scoperte
- Con la rappresentazione di Euridice, di Jacopo Peri (Firenze, 1600) inizia l'era del moderno melodramma e dell'Opera lirica.
- Miguel de Cervantes pubblica la prima parte della novella El ingenioso hidalgo Don Quijote de La Mancha (1605), noto in Italia come Don Chisciotte della Mancia. La seconda parte verrà pubblicata dieci anni dopo.
- Galileo Galilei scopre il cannocchiale e lo usa per l'indagine scientifica nel 1609
- 1609 - Keplero definisce la prima e la seconda delle sue tre leggi (vedi Leggi di Keplero).
- 1600 Scoperta del carbone.